# Haine anti-Bamiléké (Bamiphobie)
La haine anti-bamiléké est la discrimination et l'hostilité manifestées à l'encontre des Bamilékés en tant que groupe ethnique au Cameroun.

## Genèse
Né et mis en forme durant l'époque coloniale,, elle s'est développée et continue d'exister au Cameroun,,,,,,,,,.

## Actes et propos de haine anti-Bamiléké
L'édition du 5 février 2019 du journal en ligne Libération.fr publie un article ayant pour titre Au Cameroun, la sortie antisémite d'un ministre rappelle le spectre de la haine ethnique dans lequel il est déclaré que :

« L'ethnie Bamiléké, plus grand groupe ethnique du Cameroun, estimé à près de 25% de la population. Mais les Bamiléké sont surtout la cible d’attaques récurrentes depuis l’indépendance. Régulièrement stigmatisés et soupçonnés de vouloir prendre le pouvoir, ils se sont souvent tenus à l’écart de la politique pour investir, avec un certain succès, l’économie. »

En son numéro 22, de février 1957, Le journal 'Le Bamiléké' titrait "La chasse aux Bamilékés va t-elle durer encore longtemps".
En mars 1960, Jean-Marie Lamberton colonel dans l'armée coloniale au Cameroun, écrit l'article Les Bamiléké dans le Cameroun d’aujourd’hui dans lequel il essentialise les Bamiléké. Au premier paragraphe de ses écrits, on lit :  

« Le Cameroun s'engage sur les chemins de l'indépendance avec, dans sa chaussure, un caillou bien gênant. 

Ce caillou, c'est la présence d'une minorité ethnique: Les Bamiléké [...]. »

Le 24 avril 1960, au quartier Congo à Douala, un incendie criminel décime le quartier, détruisant 1000 cases en bois et faisant entre 19 et 3000 morts selon les sources. 

Le 31 décembre 1966, des milices attaquent plusieurs villages et procèdent à une extermination méthodique des villageois bamilékés. Officiellement, les massacres ont fait 236 morts et un millier de blessés.
En 1991, lors des contestations politiques, des élites Sawa demandent aux commerçants et propriétaires d'immeubles Bamiléké de restituer les terrains volés. En octobre 1992, des milices locales brulent et pillent des maisons, boutiques et autres lieux de commerces des ressortissants des Grassfields (Bamiléké) dans un contexte de crise postélectorale,,.
En 1987, après la nomination de Gabriel Simo comme évêque auxiliaire à Douala, 51 des 80 prêtres « autochtones » de l’archidiocèse de Douala adressent au Vatican un mémorandum dénonçant la « bamilékisation » de la hiérarchie de l’Église,.
Régulièrement dans les médias, sur les plateaux de télévision, les bamilékés sont indexés,,,,.
Le 2 aout 2024, Maurice Kamto dénonce le tribalisme d'état et la haine anti Bamiléké.
À l'ère de la libéralisation de la parole sur les réseaux sociaux, des ressortissants et influenceurs participent à cette haine entre les tribus.
Le 31 décembre 2024, le député Mathurin Germain Bindoua adresse une lettre à la présidence du Cameroun, à l'attention de Paul Biya, pour dénoncer la politique managériale de l'entreprise Eneo, distributrice d'électricité. Il liste les cadres de la succursale du sud, région où il est député, et critique la majorité des noms de cadres ayant des origines Bamiléké,.
En février 2025, lors d'une discussion en ligne sur un compte tik tok, devant une audience déclarée de plus de 270 personnes, un intervenant disant vivre en Europe depuis plus de 16 ans, s'exprimant en langue française et en Bassa, appelle explicitement au génocide des populations Bamiléké:

« Pour que le Cameroun se développe, il faut qu'il y ait un génocide au Cameroun. Ça, il faut qu'on l'accepte. Et ce génocide-là, c'est que tous ces Bamiléké là doivent être tués.
Parce que ces gens-là, on en a marre
Voilà un peuple que le gouvernement a tout donné et ils en veulent toujours plus.
Leur affaire de Kamto va remplacer Biyia là, moi-même, je descendrai au Cameroun et je prendrai la machette ! »

Le 12 août 2025, Jeanne Nsoga Sone Ekolo, ancienne secrétaire du FSNC, de Issa Tchiroma Bakari est expulsée du parti pour des propos hostiles envers des Bamiléké supposés avoir arraché des terres aux autochtones. Elle publie une lettre de démission le 12 août 2025.